# 长萼鹿蹄草
长萼鹿蹄草（学名：Pyrola macrocalyx）为鹿蹄草科鹿蹄草属下的一个种。

## 扩展阅读
- 維基物種上的相關：长萼鹿蹄草